# 陈杰 (1963年8月)
陈杰（1963年8月—），男，汉族，江苏淮安人，中国共产党党员。中华人民共和国政治人物、第十三届全国人民代表大会江苏省代表。

## 生平
2018年，陈杰被选为江苏省出席第十三届全国人民代表大会代表。